# TL 9000
TL 9000 es una práctica de gestión de calidad diseñados por el QuEST Forum en 1998. Fue creado para centrarse en las directivas de la cadena de suministro en toda la industria de las telecomunicaciones internacional, incluidos los EE.UU. al igual que con ISO/TS 16949 para la industria automotriz y la AS9000 para la industria aeroespacial, TL 9000 especializa la ISO 9001 genérica para satisfacer las necesidades de un sector industrial, que para TL 9000 son las Tecnologías de la información y la comunicación (TIC) que se extiende desde los proveedores de servicios a través de fabricantes de equipos de TIC hasta  proveedores y contratistas que proporcionan componente electrónicos y componente de software para los fabricantes de equipos TIC.

TL 9000 está definido en dos documentos:
- Manual de Requerimientos TL 9000, que está en la versión 5.5, el que incluye el texto completo de la ISO 9001:2008
- Manual de Mediciones TL 9000, que está en la versión 5.0

Los reportes de seguimiento de errores y otras medidas en varios niveles de granularidad son acumulados por organizaciones certificadas por las Universidad de Texas, la que es el administrador oficial de TL 9000. Estos reportes se entregan sin cargo a las empresas participantes y por un pago adicional a empresas no-miembros y miembros de enlace. Generalmente, estas mediciones de datos permiten a los proveedores de servicio comparar tasas de defectos de varios fabricantes de equipos y entre ellas.

## Campo de aplicación
El sistema de gestión de calidad TL 9000 "Sistemas de Gestión de Calidad en la industria de las telecomunicaciones" es una norma internacional que establece los requisitos para un sistema de gestión de calidad en términos de diseño, desarrollo, fabricación, suministro, instalación y mantenimiento de productos y servicios de telecomunicaciones.

## Estadísticas
A inicios de 2014, hay  más de 1.500 empresas certificadas en esta norma, de las cuales están en:
- Estados Unidos - 538
- China - 501
- Corea del Sur - 237
- India - 223
- México - 41
- Japón - 24